# 里海茨 (南达科他州)
里海茨（英語：Ree Heights）是美国南达科他州下属的一座城鎮。根据2010年美国人口普查，该鎮有人口62人。论人口在本州排行第270。